# Mónica Silvana González

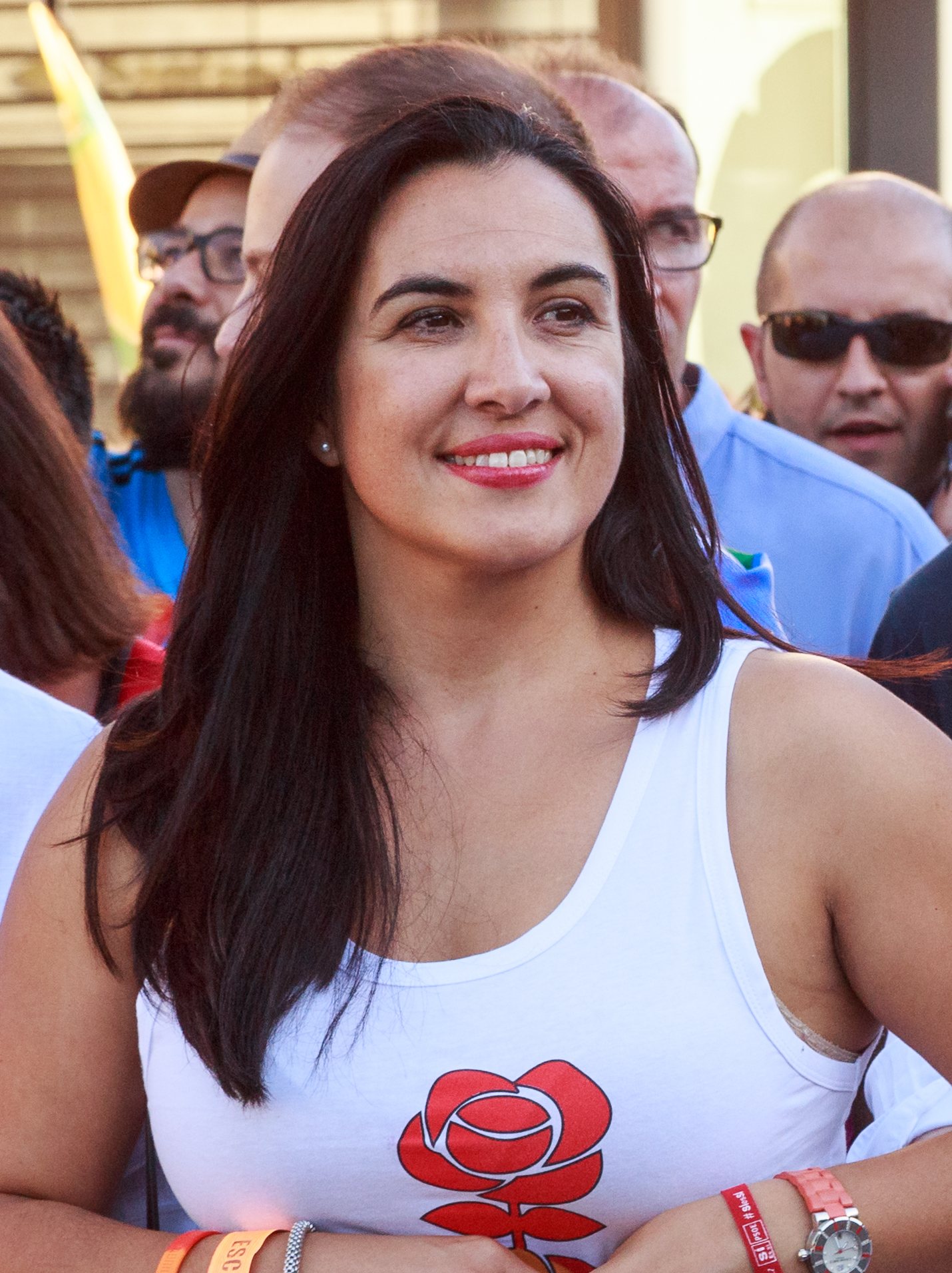
Mónica Silvana González (2017)

Mónica Silvana González González, kurz meist Mónica Silvana González, (geboren am 12. Februar 1976 in Buenos Aires) ist eine spanisch-argentinische Politikerin (PSOE). González war von 2015 bis 2019 Abgeordnete der Asamblea de Madrid, seit der Europawahl 2019 ist sie Mitglied des Europäischen Parlaments als Teil der S&D-Fraktion.

## Leben
Mónica González wurde am 12. Februar 1976 in Buenos Aires (Argentinien) geboren und zog im Alter von vier Jahren in die argentinische Kleinstadt Esquina in der Provinz Corrientes. Nach ihrer Schulausbildung studierte sie Tourismus an der Universidad Nacional del Nordeste de Corrientes. 1998 siedelte González nach Spanien über und ließ sich in Alcalá de Henares im Großraum Madrid nieder.
Nach ihrem Umzug begann sich González politisch zu engagieren und trat der sozialistischen Partido Socialista Obrero Español (PSOE) bei. Am 29. März 2005 nahm sie die spanische Staatsbürgerschaft an. 2007 kandidierte sie für die Kommunalwahlen ihrer Heimatstadt Alcalá und wurde gewählt. 2011 wurde sie wiedergewählt, sodass sie von 2007 bis 2015 Mitglied im Stadtrat war.
2015 kandidierte González auf dem zehnten Platz der PSOE-Liste bei den Regionalwahlen für die Asamblea de Madrid. Die von Ángel Gabilondo angeführte Liste gewann 36 der 126 Sitze im Regionalparlament, sodass González zur Abgeordneten für die 10. Legislaturperiode gewählt wurde. Als Mitglied der PSOE-Fraktion war sie Sprecherin des Ausschusses für Behindertenpolitik, zweite stellvertretende Vorsitzende der Ständigen Vertretung des Parlaments, Mitglied des Ausschusses für Soziales und Familie sowie Mitglied des Regionalforums für Einwanderung.
Auf dem 39. nationalen Parteitag der PSOE im Juli 2017 wurde González in den nationalen Vorstand der Partei (Comisión Ejecutiva Federal) als Verantwortliche für den Bereich Soziale Bewegungen und Diversität gewählt.
Im März 2019 nominierte die PSOE González für den 14. Platz der Liste für die Europawahl 2019. Bei der Wahl gewann die Partei deutlich Stimmen hinzu (plus 9,84 Prozent) und errang damit 20 der 54 spanischen Mandate, sodass González direkt einzog. Gemeinsam mit ihren Parteikolleginnen und -kollegen trat sie der S&D-Fraktion bei. Für die Fraktion ist sie Mitglied im Entwicklungsausschuss sowie stellvertretendes Mitglied im Ausschuss für regionale Entwicklung. Sie wurde im Januar 2023 vom Europäischen Parlament sanktioniert, weil sie ihre Assistenten psychisch belästigt haben soll.